# Le Tour de la France par deux enfants
Cet article possède un paronyme, voir Le Tour de France par deux enfants (série télévisée).
Le Tour de la France par deux enfants est un manuel scolaire de lecture d'Augustine Fouillée-Tuillerie, publié sous le pseudonyme de G. Bruno en 1877.
Paru aux éditions Belin en 1877, ce manuel sert à l'origine pour l'apprentissage de la lecture du cours moyen des écoles de la IIIe République,. « Livre de lecture courante », il est vendu à toutes les écoles, publiques ou religieuses, ainsi qu'aux collectivités locales ou associations diverses. Son succès est tel qu'il atteint un tirage de 7,4 millions d'exemplaires en 1914, année qui le voit passer le cap des 400 éditions. Il sera utilisé jusque dans les années 1950.

## Pédagogie
Ce livre d'édification patriotique vise à la formation civique, géographique, scientifique, historique et morale de la jeunesse. L'ouvrage, illustré de plus de 200 gravures en noir et blanc réalisées par Pérot (Perot) dans les premières éditions, puis certaines remplacées ou ajoutées par Georges Dascher à partir de la nouvelle édition de 1906, est rédigé comme un roman au ton paternaliste, composé de nombreux dialogues, pour apporter aux enfants des éléments vivants, éprouvés, d'une véritable culture.
Les 121 chapitres exposent toutes les activités du pays, agricoles, industrielles, artisanales ou commerciales, évoquent les grands hommes et les faits glorieux de l'Histoire de France, et distillent une morale républicaine qui prône le travail, l'épargne et la discipline sociale. Les 121 sujets sont extrêmement variés, allant de la fabrication du beurre (chap. XV) à Vercingétorix (chap. LVII) ou des métiers à tricoter (chap. XXXVII) à l'apparition de la photographie (XLVII).
Chaque chapitre commence par une maxime moralisatrice et s'organise autour d'un thème principal par lequel est présenté un territoire de France pour en faire connaître toutes les activités. Aux questions spontanées des enfants sont toujours apportées des réponses simples, avec une carte située toujours sous les yeux, pour l'enseignement de la géographie.

## Postérité
Le public continuait à réclamer, après sa disparition du programme, Le Tour de la France par deux enfants. Jusqu'en 1976, il s'en est vendu 8 400 000 exemplaires, dont 7 000 000 exemplaires avant 1914. L'ouvrage est réédité, notamment lors du centenaire en 1977, puis en 2000, par Belin, en 2007 par France Loisirs, puis en 2012 aux éditions Tallandier par Jean-Pierre Rioux. Au total, cet ouvrage fait l'objet de 500 éditions.

## Histoire
L'ensemble relate le périple par de multiples moyens de transport de deux orphelins, André et Julien Volden, respectivement âgés de quatorze et sept ans. À la suite de l'annexion de l'Alsace-Lorraine par les Prussiens (1871-1919) et du décès de leur père (charpentier lorrain et veuf de bonne heure), ils quittent Phalsbourg et partent à la recherche d'un oncle paternel habitant à Marseille à travers les provinces françaises.
La diversité des populations amène la curiosité et habitue aux différences. Des passages sur la saveur des nourritures du terroir ou sur l'étrangeté des patois atténuée par l'apprentissage méthodique du français, sont ainsi présents. Malgré leur origine lorraine, les deux enfants ne sont pas touchés par l'idéal ambiant de la revanche propre à cette époque. L'histoire est apprise par les traces, monuments et symboles, les vies exemplaires des inventeurs, soldats patriotes et bienfaiteurs. À chaque rencontre, l'idée de paix gagne sur la réalité des luttes et des conflits.
Ils sont attentifs à la découverte du pays et fort zélés à reconnaître cette patrie. Ils accumulent une richesse de savoirs nées de l'apprentissage des techniques, de l'habileté dans le travail : ils s'initient à l'agriculture, à l'économie domestique, à l'hygiène… Chaque rencontre est prétexte à enrichir leur expérience. Toutes ces connaissances aboutiront à l'établissement final dans la ferme presque idéale de La Grand'Lande.

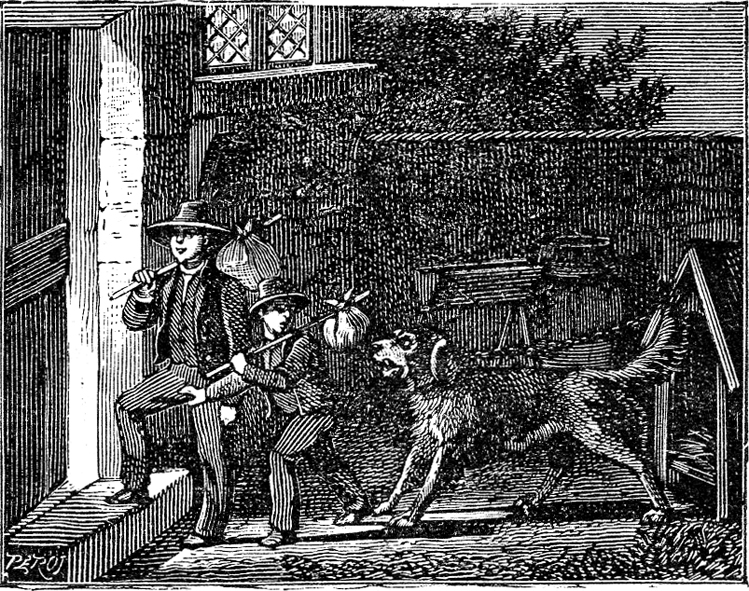
L'arrivée chez Étienne le sabotier.
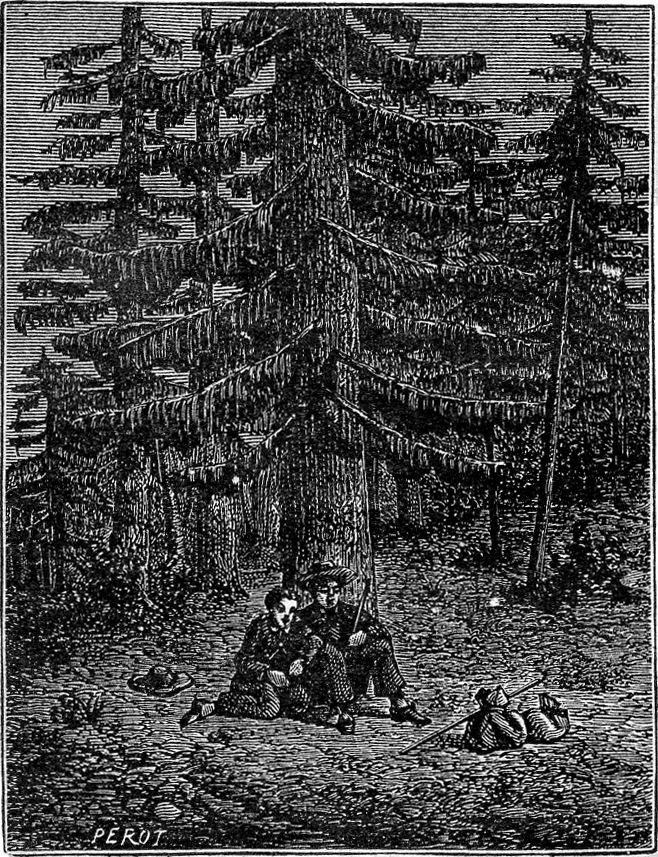
Seuls la nuit dans la forêt.
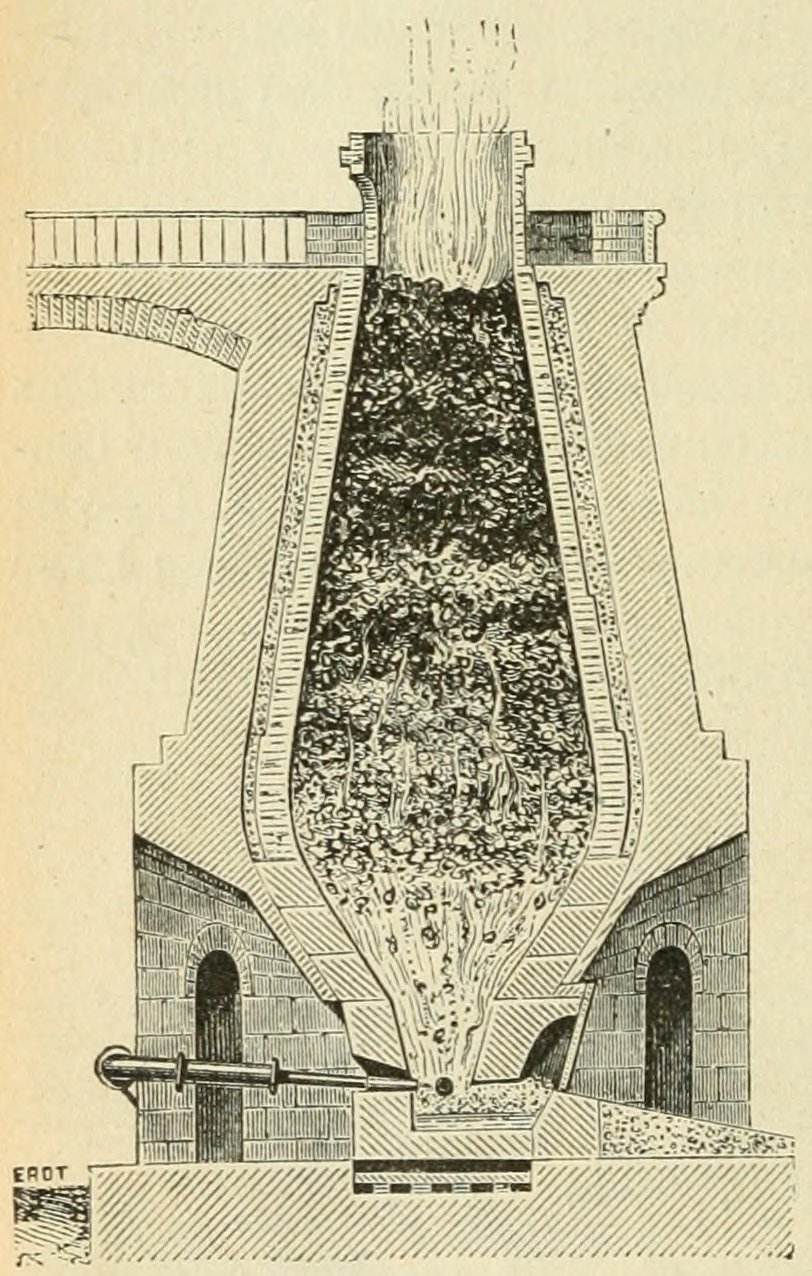
Le haut-fourneau.
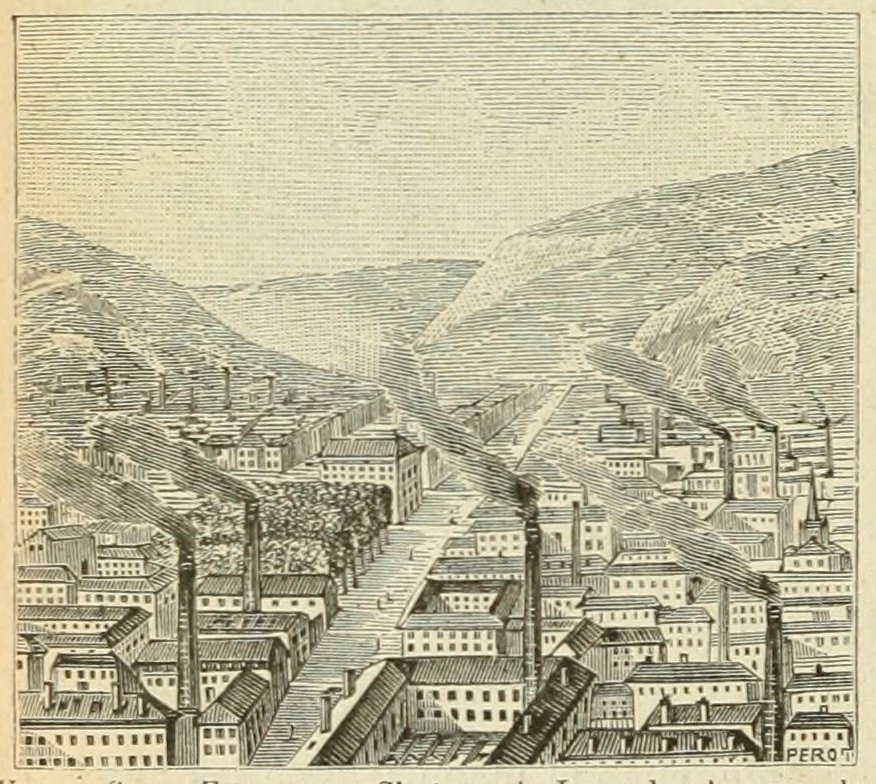
La ville de Saint-Étienne.
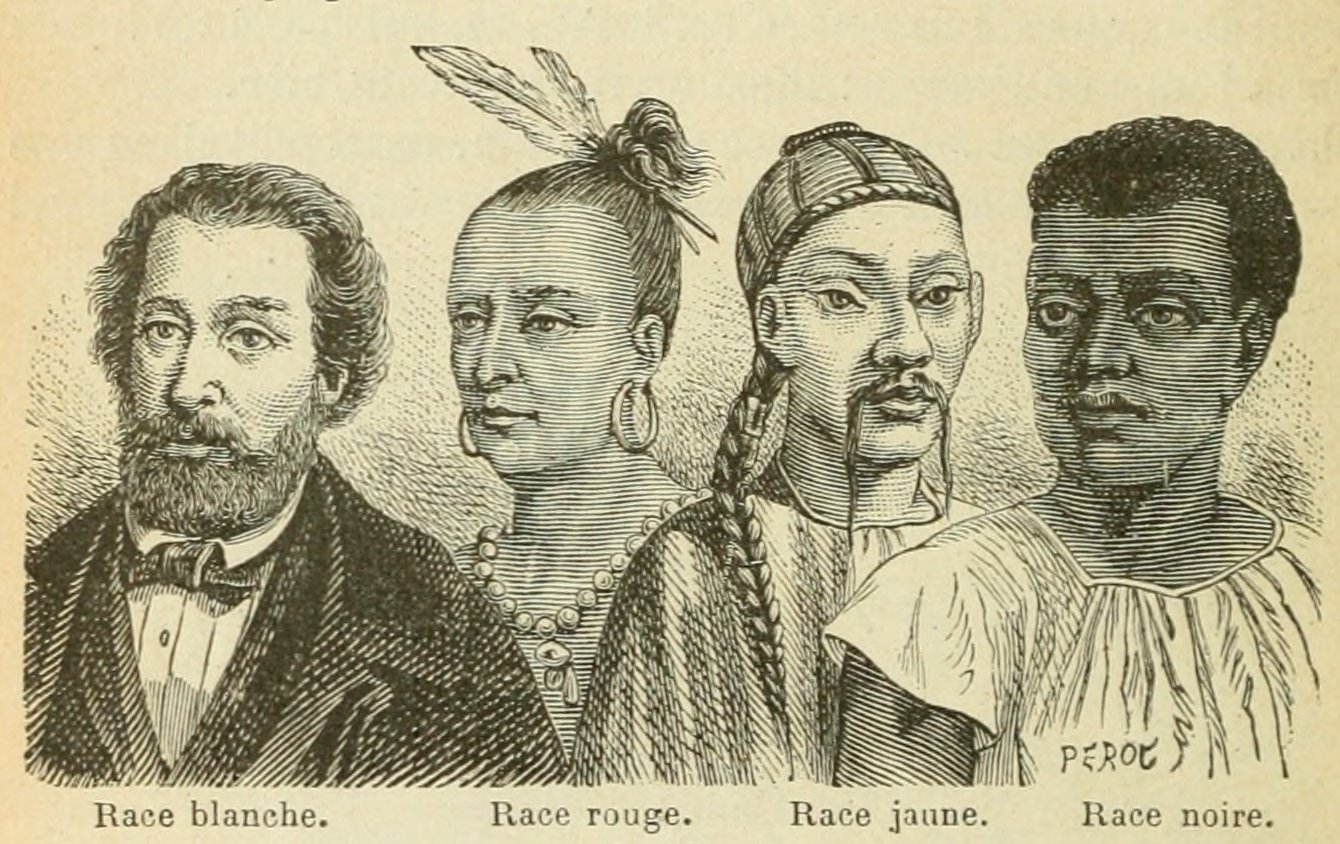
Les quatre races.
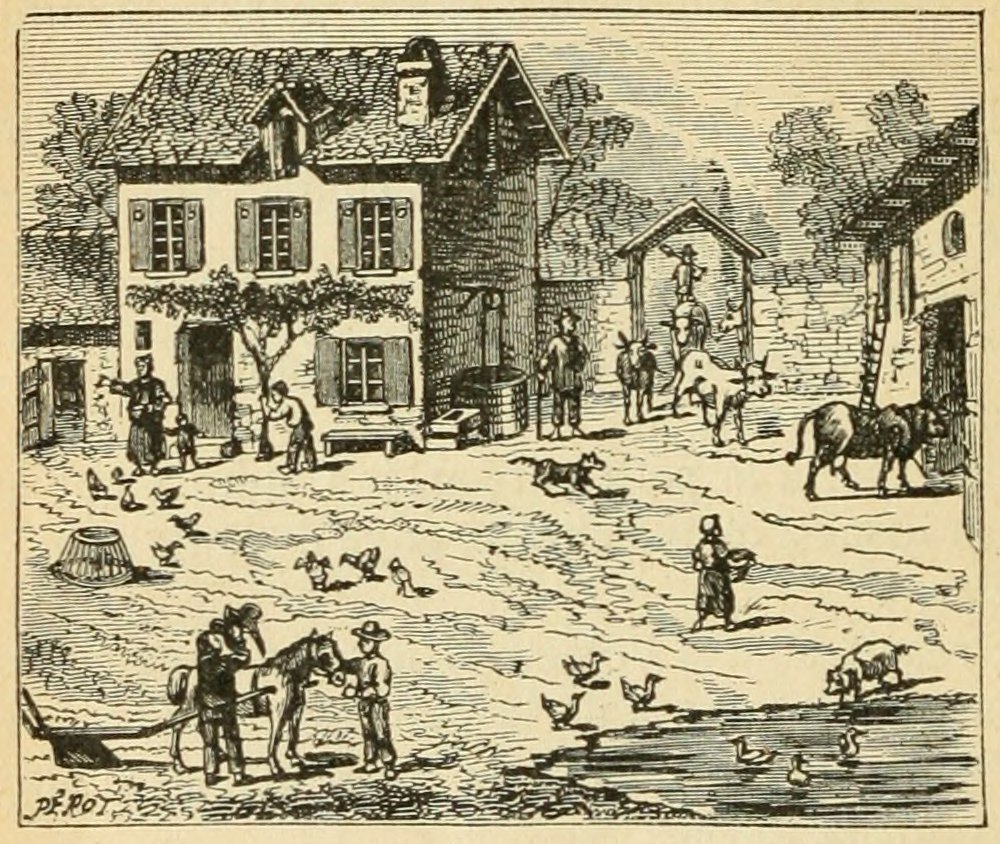
La ferme de l'épilogue.
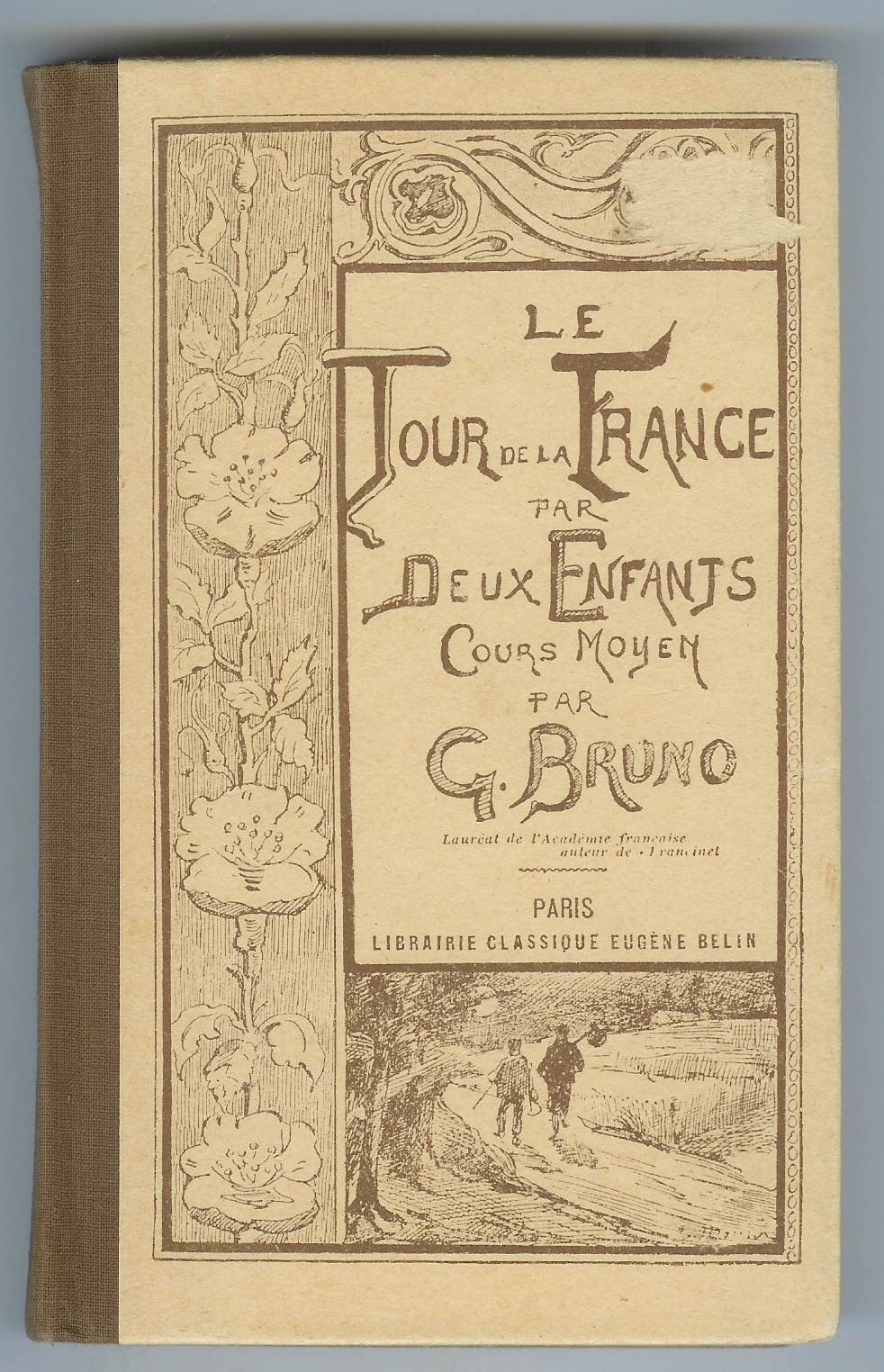
Couverture d'une réédition récente.

### Parcours
L'édition de 1904 fait apparaître une carte de France qui retrace le parcours des deux enfants à travers le pays, de la Moselle au Perche, par terre et par mer.

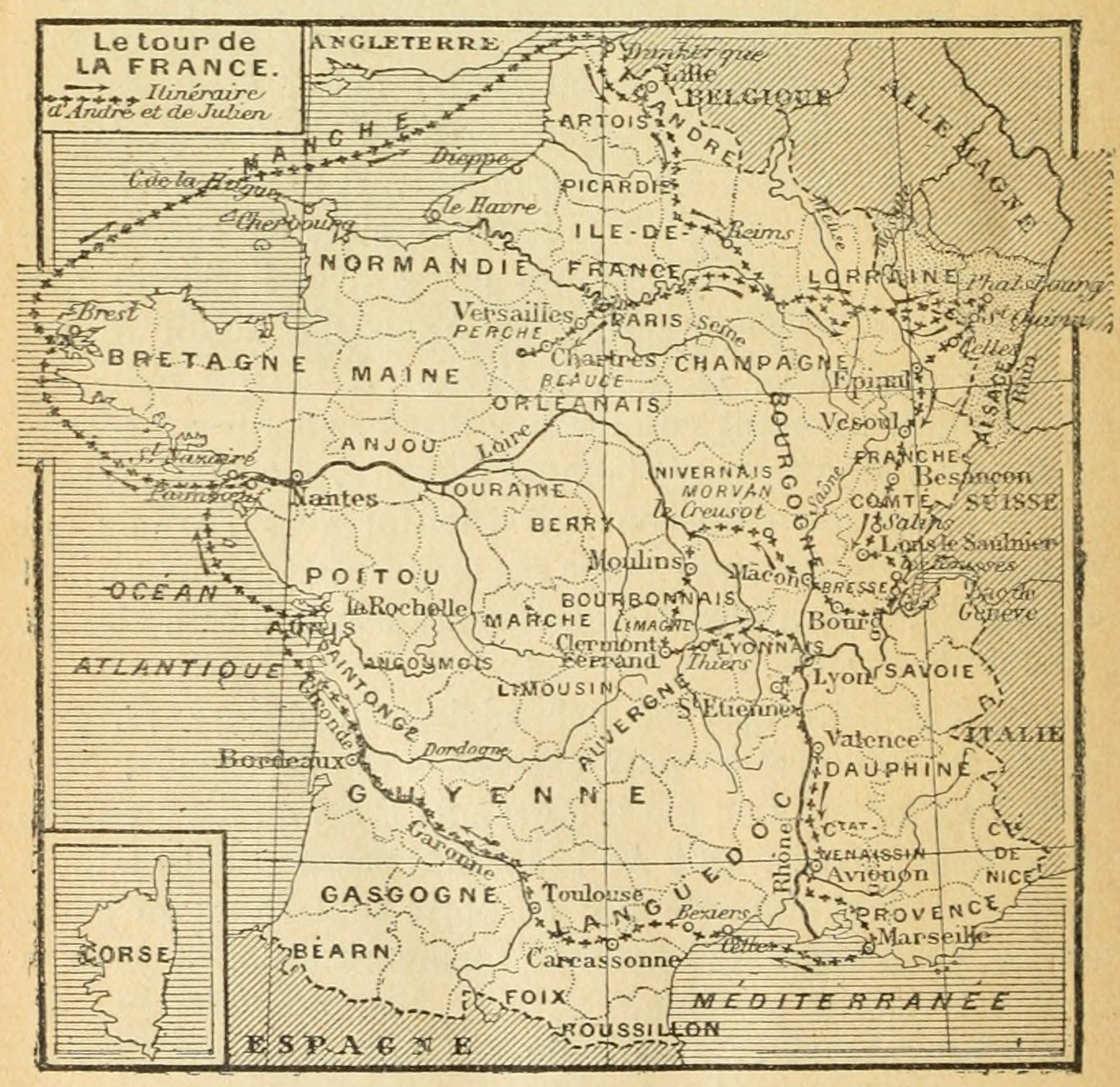
Le parcours de deux enfants figuré sur la carte de France.

## Marques de l'époque

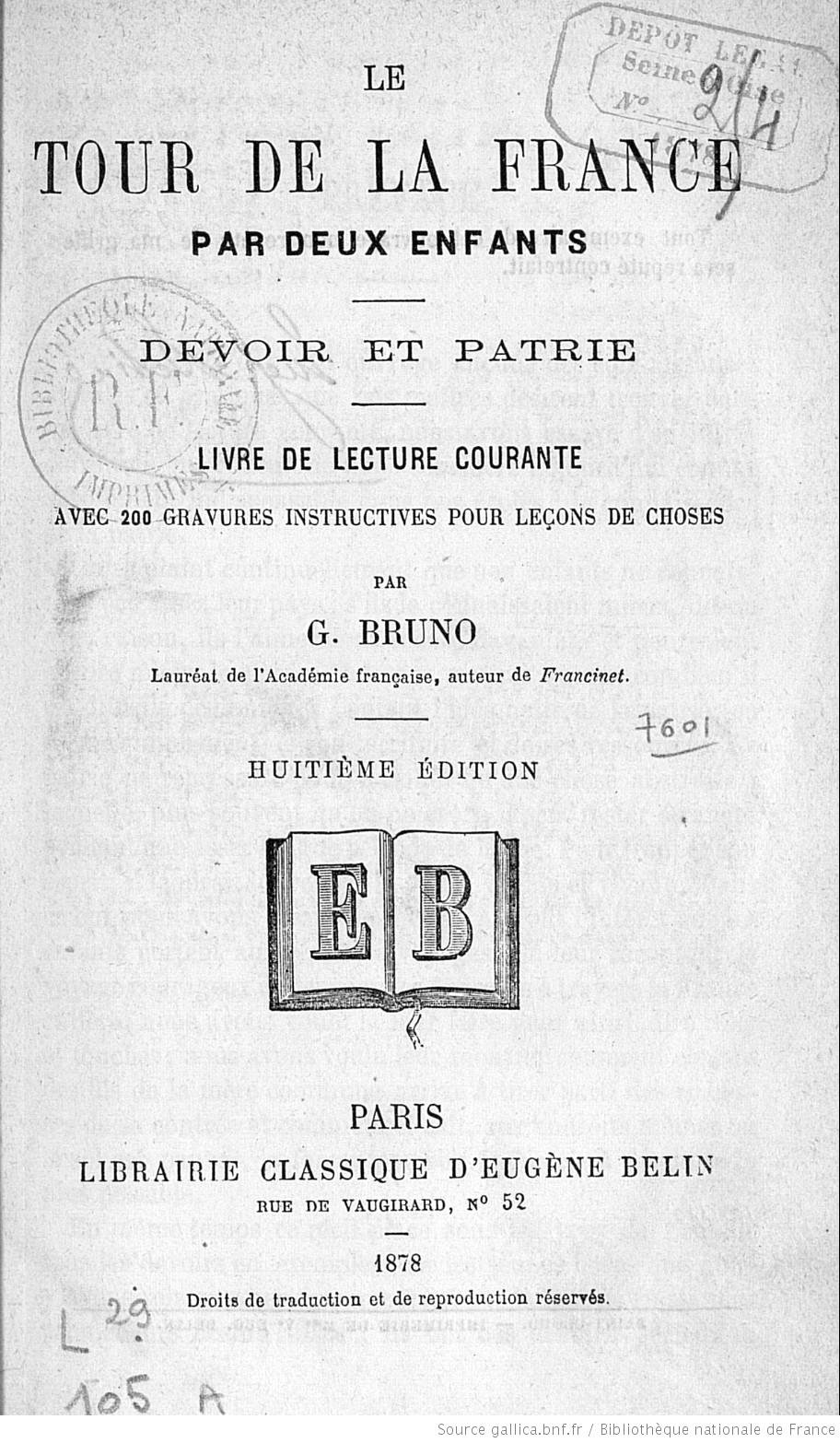
Page de titre, 1878.

Ce manuel de lecture vient chronologiquement à la suite de la publication quelques années auparavant par la même auteure, de Francinet. Principes généraux de la morale, de l'industrie, du commerce et de l'agriculture.
Il n'est pas possible de faire le compte des exclusions ou oublis dans ce manuel d'initiation à la France, mais il ne faut pas oublier le contexte de l'époque et le but de l'auteur de cultiver l'espoir en ne traitant pas de querelles d'adultes. Cet ouvrage moralisateur est publié après la guerre franco-allemande de 1870, période où l'unité nationale prime : « morale et patrie » souligne Pierre Nora pour cet ouvrage sous-titré d'ailleurs « Devoir et patrie. Livre de lecture courante avec 200 gravures instructives pour leçons de choses ».
Un passage notoire du livre divise l'humanité en quatre races (blanche, jaune, noire et rouge), la race blanche étant dite la plus parfaite,.
D'une édition à l'autre, le texte est discrètement mis à jour, notamment, les chiffres de population et les données économiques, introduisant progressivement l'anachronisme puisque l'histoire est solidement datée autour du 1er octobre 1872, date limite de l'option des Alsaciens-Lorrains pour la France.
Un épilogue de huit chapitres, daté de 1905 dans le déroulement de l'histoire, fait réapparaître les jeunes héros devenus des hommes mûrs, et permet d'introduire les colonies de la France, Pasteur, l'électricité, le téléphone, le cinématographe, et le métropolitain.
Dans l'édition de 1906, toute référence à Dieu, à la religion, est supprimée, même dans les expressions les plus courantes. Les enfants ne visitent plus Notre-Dame-de-la-Garde à Marseille. Fénelon, Bossuet, Vincent de Paul disparaissent. Jean Jaurès s'étonnera, en 1910, de cette autocensure. L'auteur avait, en fait, tenté de substituer à la morale religieuse une idéologie de la fraternité et de la solidarité : un idéal de paix. Cela accentue la tonalité laïque du livre, et souligne un optimisme à l'égard d'une société sans référence au surnaturel, strictement humaine et œuvrant au règne de la raison et de la concorde. Ainsi, certains passages sombres de l'histoire de France sont absents, tels la Révolution française et sa Terreur ou encore la Commune de Paris. Grand succès de librairie de l'école laïque, on décrit parfois ce manuel scolaire comme le « Petit Livre rouge de la République ».

## Adaptations
- Des éditions abrégées et entourées de notes ont paru à l'étranger pour l'enseignement de la langue française, notamment aux États-Unis dès la fin du XIXe siècle[10].
- Un film muet[11] tiré de ce récit a été réalisé en 1923 par Louis de Carbonnat, pour Pathé.
- En 1954, Jacqueline Lenoir, journaliste et auteur de feuilletons radiophoniques, publie aux éditions de la Table ronde Le Nouveau Tour de France par deux enfants (196 pages, dessins de Roger Dameron), qui sera réédité en 1956 par les éditions Belin (192 pages, dessins de Luc-Marie Bayle).
- Un feuilleton télévisé a vu le jour en 1957 sur les écrans de la RTF (Radio-télévision française) : Le Tour de France par deux enfants. Réalisé par William Magnin, adaptation de Claude Santelli.
- Jean-Luc Godard a réalisé en 1979, pour Antenne 2, une série télévisée intitulée France, tour, détour, deux enfants à l'occasion du centenaire du livre.
- Anne Pons, avec le Tour de France de Camille et Paul (édité chez Denoël en 1983), modernisera ce genre de récit et l'adaptera à une France en « mouvement ».
- Le Tour de Gaule par deux enfants, écrit par Gérard Coulon, Jean Trolley, Michel Riu, édité aux éditions de La Martinière en 2004, s'inspire de manière lointaine de ce récit, le situant dans la Gaule gallo-romaine de la fin du IIe siècle apr. J.-C.  (ISBN 978-2732431970).
- Le Tour de Savoie par deux enfants, Marie-Thérèse Hermann (édité à La Fontaine de Siloé, collection « Les savoisiennes »).
- Pierre Adrian et Philibert Humm refont en 2017 le trajet emprunté pour le livre initial, et publient en 2018 Le Tour de la France par deux enfants d'aujourd'hui[12].